# 格奥尔基·安德烈耶维奇·斯捷潘诺夫
格奥尔基·安德烈耶维奇·斯捷潘诺夫（俄语：Гео́ргий Андре́евич Степа́нов，1890年11月18日—1957年1月3日）是苏联海军军官，海军中将，曾担任白海军区舰队司令、海军参谋长。1948年被指控密谋与泄露国家机密，被捕受审。1953年斯大林去世后，在格奥尔吉·康斯坦丁诺维奇·朱可夫的干预下获得平反。